# Dingliches Recht (Luxemburg)
Als dingliche Rechte (lateinisch ius in re) bezeichnet man Rechte einer Person zur unmittelbaren Herrschaft (dominium) über eine Sache, die gegenüber jedermann wirken. Es handelt sich damit um sogenannte absolute Rechte. Der nachfolgende Artikel beschreibt deren Grundlage in Luxemburg.

## Klassische Betrachtung
Dingliche Rechte gehören nach luxemburgischem Recht in die Gruppe der subjektiven Rechte. Zu den subjektiven Rechten zählen auch die Persönlichkeitsrechte.
Das dingliche Recht ist dabei, nach römischem Recht, ius in re, das persönliche Recht ius ad rem/in personam.
Dingliche Rechte sind somit subjektive Rechte, die direkt auf eine Sache bezogen sind, ohne wiederum von einer anderen Person vermittelt werden zu müssen. Das luxemburgische Zivilgesetzbuch sieht genauso wie die Kodifikationen deutschen Sprachraums vor allem das Eigentum (inkl. Miteigentums und Wohnungseigentums) und der Besitz vor sowie die beschränkten dinglichen Rechte, wie vor allem Nießbrauch, Grunddienstbarkeiten, Erbbaurecht, Erbpacht, Mobiliarpfand und als Grundpfandrechte das Nutzungspfand und die Hypothek. Die Grundschuld und das Gesamthandseigentum sind im romanischen Rechtskreis unbekannt. 
Die dinglichen Rechte verleihen ihrem Rechtsinhaber zwei Rechte, die andere subjektive Rechte gerade nicht gewähren: das Folgerecht (ius persequendi), um die Sache aus der Macht eines anderen zurückzufordern, sowie das Befriedigungsvorrecht (ius praeferendi), d. h. den Anspruch, die Befriedigung seiner Forderung vor anderen Gläubigern zu verlangen.

## Umbruch geistiges Eigentum – immaterielle Wirtschaftsgüter
Ein Umbruch findet in der Betrachtung des geistigen Eigentums statt, die ihrerseits zwar subjektive Rechte sind, ergo eine eigene Kategorie bilden. Doch ist aus der Bezeichnung „geistiges Eigentum“ ersichtlich, dass es sich um ein dingliches Recht (Eigentum) handelt, das wegen seiner Unkörperlichkeit (intangibilité) nicht typisch ein dingliches Recht sein kann. Obwohl der Begriff „geistiges Eigentum“ immer noch gern gebraucht wird, hat sich in der Rechtslehre der Terminus „Immaterialgüterrecht“ durchgesetzt. Damit wird zum großen Teil dem materiellen wie dem ideellen Gehalt dieses Rechts besser Rechnung getragen, d. h. der Monetarisierung (volet matériel) und der dinglichen Verrechtlichung (d. h. Vermögensrechte) einerseits sowie dem Schutz des intellektuellen Gehalts (volet moral) andererseits (siehe hier das Urheberpersönlichkeitsrecht).